# Coupe d'Asie féminine de futsal
La Coupe d'Asie féminine de futsal  ou AFC Women's Futsal Cup (appelée Championnat d'Asie féminin de futsal  ou AFC Women's Futsal Championship jusqu'en 2020) est la plus importante compétition féminine asiatique de futsal entre sélections nationales. Créé en 2015, il est organisé par la Confédération asiatique de football (AFC).
Les Iraniennes remportent la première édition de la compétition.

## Palmarès
| Année | Hôte      |                                              | Vainqueur                                    | Score                                        | Finaliste                                    |                                              | Troisième                                    | Score                                        | Quatrième |
| ----- | --------- | -------------------------------------------- | -------------------------------------------- | -------------------------------------------- | -------------------------------------------- | -------------------------------------------- | -------------------------------------------- | -------------------------------------------- | --------- |
| 2015  | Malaisie  | Iran                                         | 1-0                                          | Japon                                        | Thaïlande                                    | 4-1                                          | Malaisie                                     |                                              |           |
| 2018  | Thaïlande | Iran                                         | 5-2                                          | Japon                                        | Thaïlande                                    | 0-0 3-2tab                                   | Viêt Nam                                     |                                              |           |
| 2020  | Koweït    | Annulée en raison de la pandémie de Covid-19 | Annulée en raison de la pandémie de Covid-19 | Annulée en raison de la pandémie de Covid-19 | Annulée en raison de la pandémie de Covid-19 | Annulée en raison de la pandémie de Covid-19 | Annulée en raison de la pandémie de Covid-19 | Annulée en raison de la pandémie de Covid-19 |           |
| 2025  | Chine     |                                              |                                              |                                              |                                              |                                              |                                              |                                              |           |